# دهه ۱۴۱۰ (میلادی)
دههٔ ۱۴۱۰ (میلادی) صد و چهل و یکمین دههٔ تقویم میلادی است.

## درگذشتگان
‎